# Carasuella
Carasuella es un género de foraminífero bentónico de la familia Mayncinidae, de la superfamilia Nezzazatoidea, del suborden Nezzazatina y del orden Lituolida. Su especie tipo es Carasuella cylindrica. Su rango cronoestratigráfico abarca el Cretácico inferior.

## Discusión
Clasificaciones previas incluían Carasuella en la superfamilia Lituoloidea, así como en el suborden Textulariina del orden Textulariida, o en el orden Lituolida sin diferenciar el suborden Nezzazatina.

## Clasificación
Carasuella incluye a las siguientes especies:
- Carasuella cylindrica †
- Carasuella lenticulinae †